# 沈天鸿
沈天鸿（1955年—），男，安徽望江人，中共党员，中国作家协会会员、诗人。

## 生平
1982年毕业于安徽师范大学中文系。历任安徽望江县长岭区中学、安庆市第八中学教师，安庆日报社编辑、文艺副刊部主任，主任编辑。1976年开始发表作品。2001年加入中国作家协会。2014年1月，当选为安徽省作协副主席。

## 作品
著有诗集《沈天鸿抒情诗选》、《另一种阳光》、《我和世界》；散文集《梦的叫喊》、《访问自己》；文学理论集《现代诗学》等。